# Apochrysa wagneri
Apochrysa wagneri är en insektsart som beskrevs av Hölzel 1996. Apochrysa wagneri ingår i släktet Apochrysa och familjen guldögonsländor. Inga underarter finns listade i Catalogue of Life.